# Capela de São Julião (Melgaço)
A Capela de São Julião localiza-se na atual freguesia de Vila e Roussas, no município de Melgaço, distrito de Viana do Castelo, em Portugal.
A Capela de São Julião encontra-se classificado como Imóvel de Interesse Público desde 1986.

## História
A origem da pequena capela, bem como da devoção regional que lhe está subjacente, são ainda hoje em dia desconhecidas, sendo as primeiras referências documentais sobre o edifício religioso datadas da primeira metade do século XIII. Nelas, é também possível descobrir que neste local, ou anexo a ele, existia uma antiga gafaria, que já funcionava como local de acolhimento no caminho entre a vila de Melgaço e a ermida de Nossa Senhora da Orada.
No século XVI, a capela passou para a administração da Misericórdia de Melgaço, sendo um século depois documentado que se encontrava bastante debilitada, necessitando de obras urgentes. Dessa intervenção, pouco foi realizado, sendo apenas modificado o altar.
Na década de 90 do século XX, o edifício sofreu novamente obras, custeadas pelo então proprietário do terreno, sendo realizado o desmonte do retábulo e a desobstrução de árvores que se encontravam no terreno, podendo causar danos nas debilitadas paredes da capela.

## Características
Situável no tempo gótico, mas destituído de elementos cronológicos identificadores, a sua fundação possivelmente remonta à primeira metade do século XIII.
Constituído por uma estrutura simples e modesta, a sua planta é dominada pela horizontalidade, sendo a pequena capela composta por um único compartimento de forma rectangular, coberta por tectos de madeira policromada e com o pavimento em terra batida, estando a mesa do altar e o retábulo setecentista integrados na única nave que dispõe. No exterior, o portal principal é em arco quebrado, sendo este um dos poucos apontamentos decorativos encontrados na fachada, para além de um pequeno nicho acima, onde estaria representada a imagem devocional a qual a capela destinava o seu culto. Actualmente a imagem representada é referente ao culto de São Julião, devendo-se assim o nome da capela. Apesar de existirem ou permanecerem hoje em dia poucos elementos originais da sua construção, é possível constatar outros vestígios tanto do estilo românico como do gótico, sobretudo nas fachadas laterais, onde sobressaem pequenas frestas utilizadas para iluminar o seu interior, ou no telhado, cuja empena de forma triangular é pontuada por cornijas, decoradas com modilhões.
No adro fronteiro a esta capela existe um cruzeiro de caminho quinhentista, em granito, classificado como Monumento Nacional desde 1926. O cruzeiro de São Julião estaria, originalmente, localizado no recinto da feira da Vila, sendo mais tarde, em 1867, transladado para este local.

## Galeria

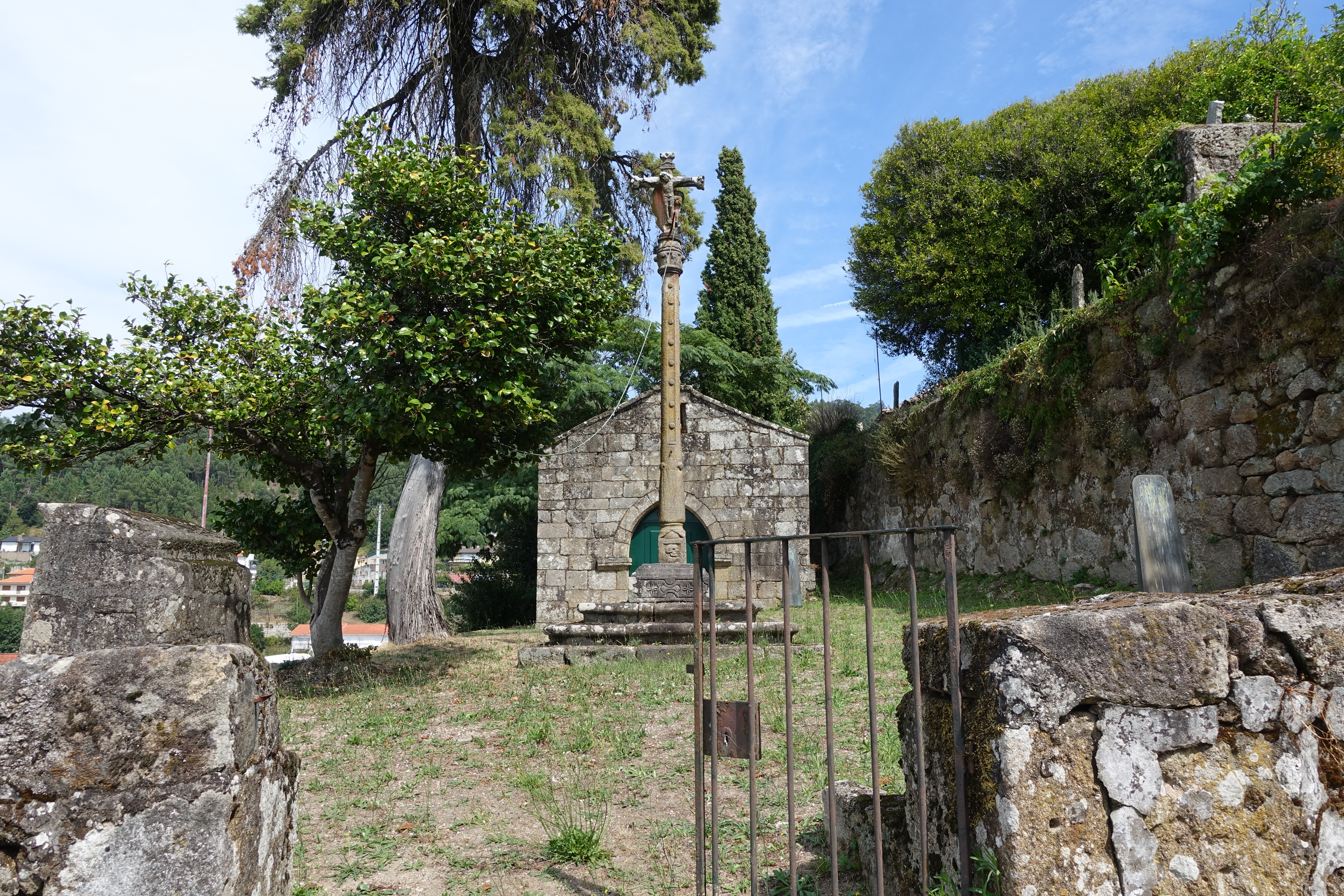
Vista do adro, cruzeiro e capela de São Julião
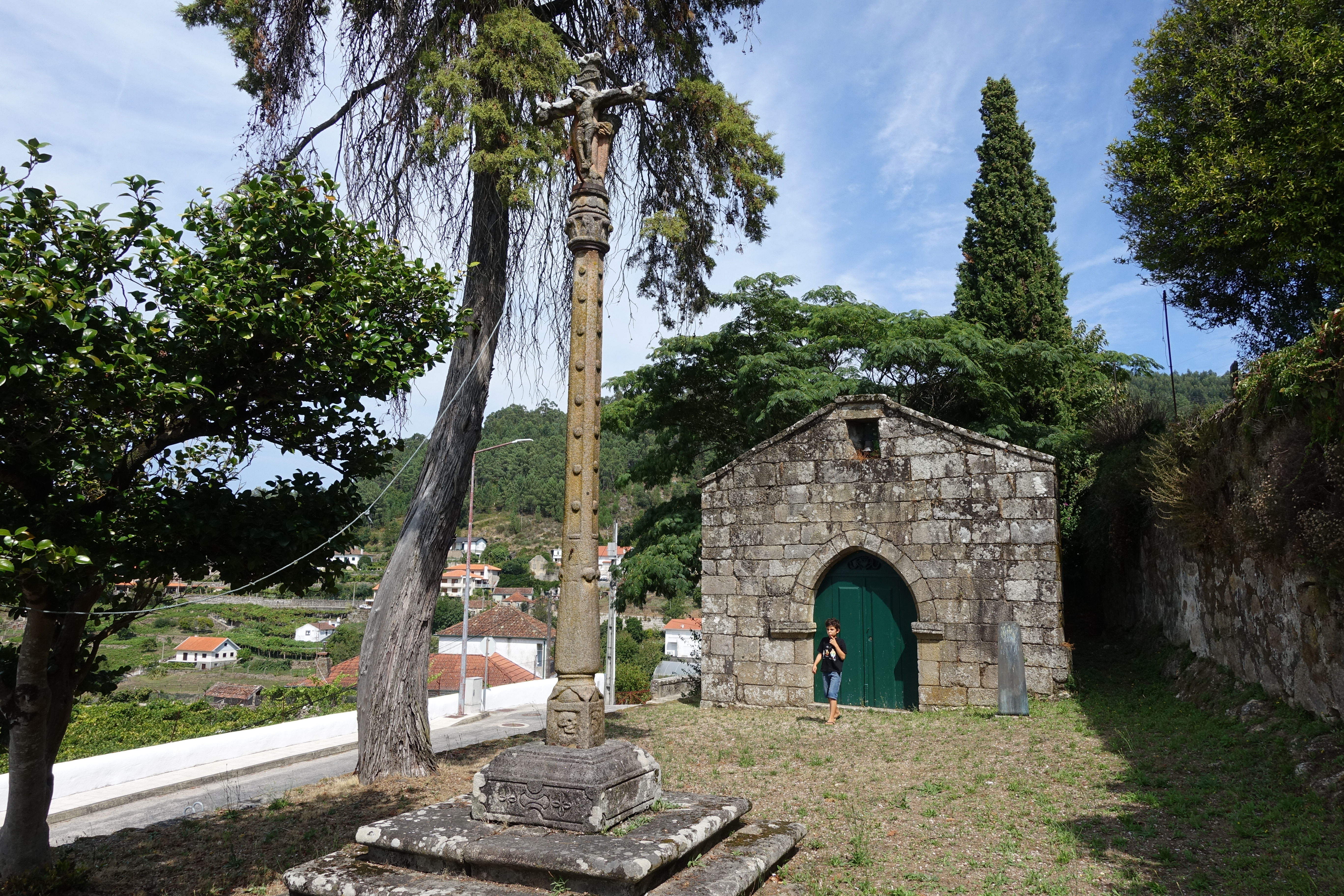
Vista do adro, cruzeiro e capela de São Julião
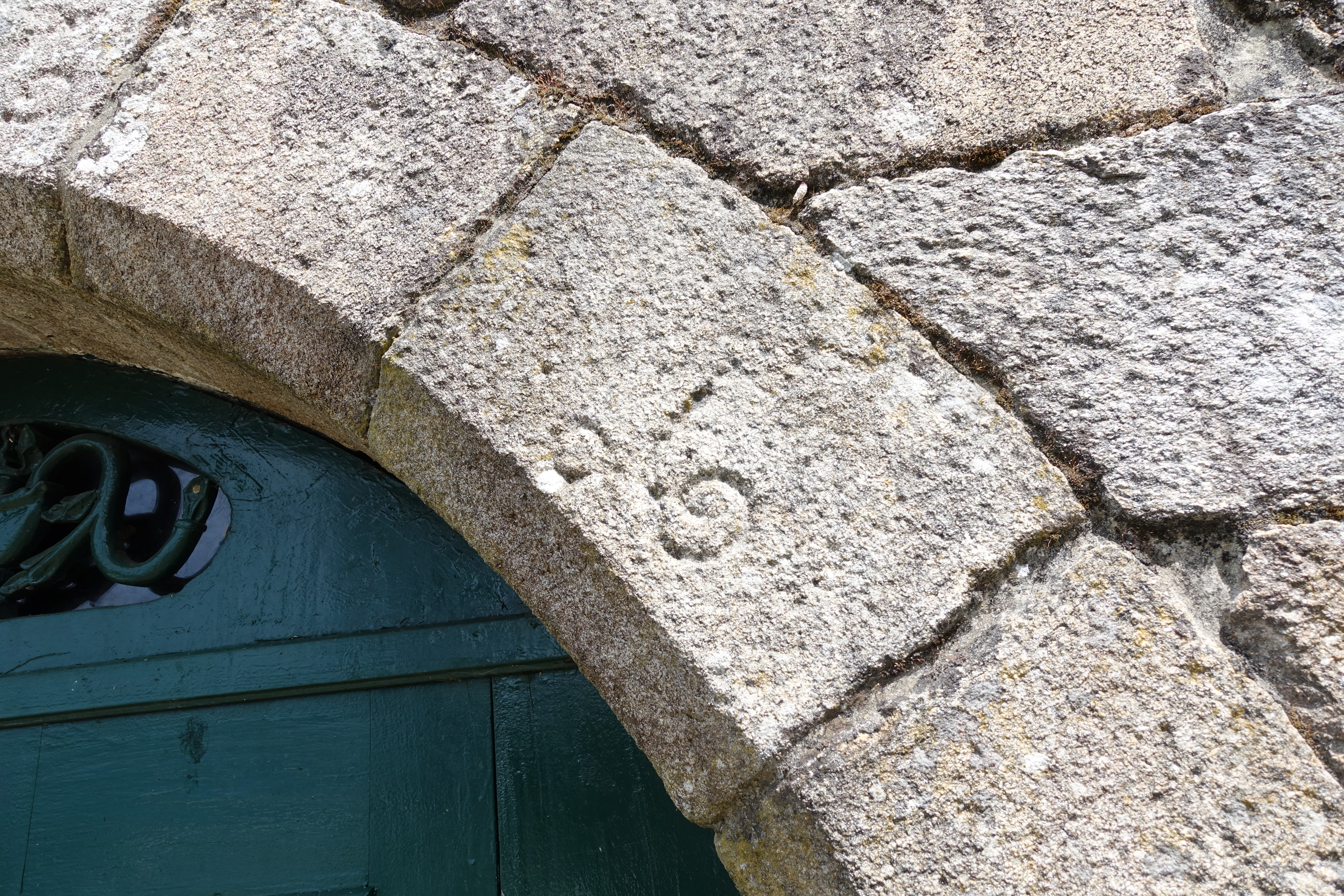
Pormenor do pórtico
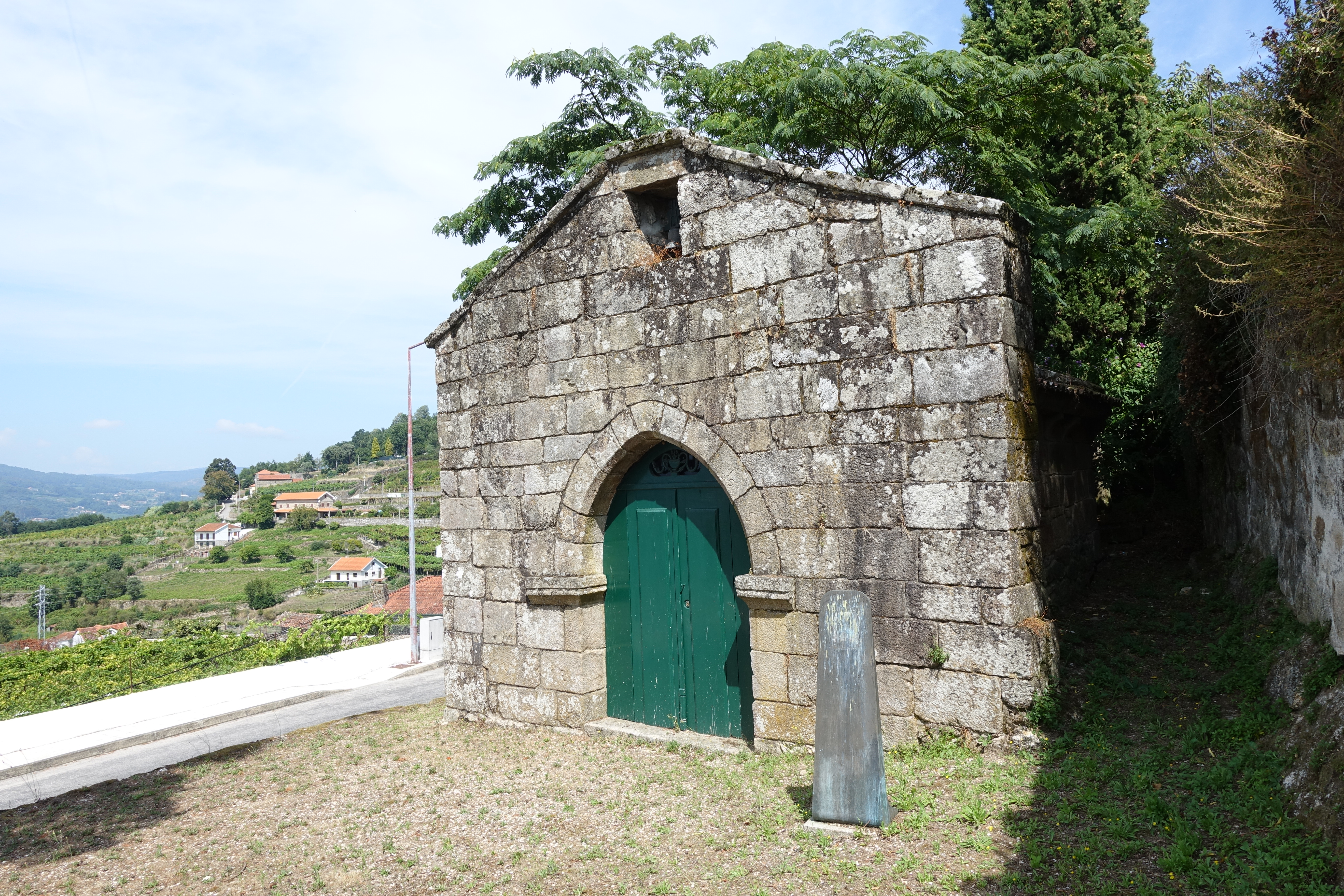
Capela de São Julião
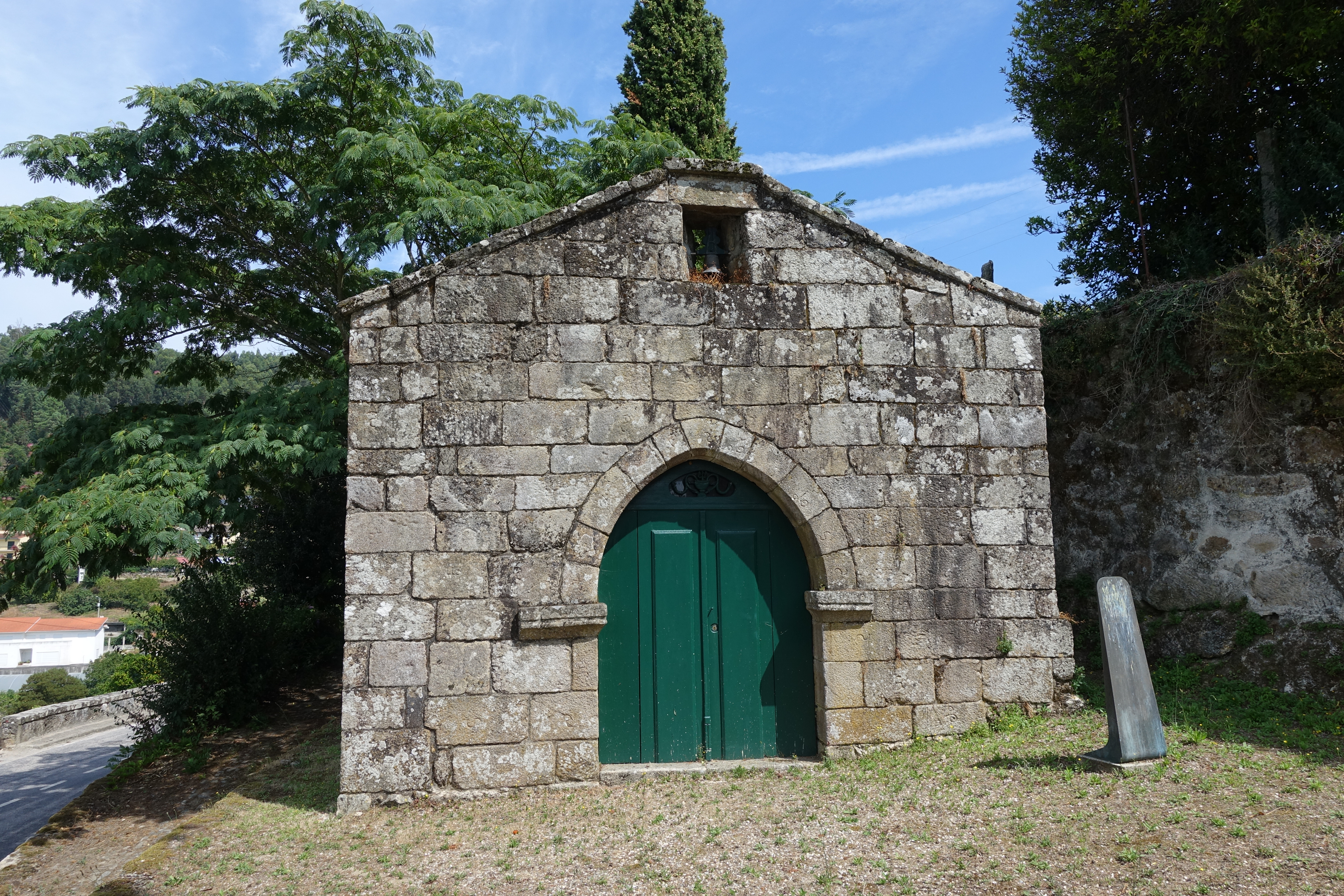
Capela de São Julião